# John Lone
John Lone (Chinees: 尊龙; pinyin: Zūn Lóng; Hongkong, 13 oktober 1952) is een in Hongkong geboren Amerikaans acteur. Hij is vooral bekend om zijn hoofdrol als Puyi in de Academy Award-winnende film The Last Emperor (1987), waarvoor hij werd genomineerd voor een Golden Globe voor beste acteur. Ook werd hij twee jaar daarvoor genomineerd met de film Year of the Dragon (1985) voor een Golden Globe voor beste mannelijke bijrol. In 1989 won Lone een speciale prijs op het Golden Horse Film Festival.

## Levensloop
Lone werd geboren op 13 oktober 1952 in Hong Kong, onder de naam Ng Kwok-leung (Chinees: 吳國良; pinyin: Wú Guóliáng). Hij groeide op in een weeshuis en werd vervolgens geadopteerd door een vrouw uit Shanghai. Hij studeerde aan de Jing-opera. Daar begonnen ze hem op tienjarige leeftijd "Johnny" te noemen. Later koos hij de naam Lone (eenzaam) om het feit dat hij wees was en vanwege de gelijkenis met zijn andere naam Leung, weer te geven. Gesponsord door een Amerikaanse familie, verliet Lone Jing-opera en emigreerde naar Los Angeles. In 1972 trouwde hij met een klasgenoot, Nina Savino en verkreeg hij het Amerikaanse staatsburgerschap. Hij vervolgde zijn studie podiumkunsten aan de American Academy of Dramatic Arts in Pasadena. Uiteindelijk verhuisde hij naar New York om als toneelacteur te werken.
Acteur Mako Iwamatsu herkende zijn talent en hem voorstelde voor een rol in David Henry Hwang's eerste toneelstuk FOB, waarvoor hij een Obie Award won. Terwijl hij in New York was, werd hij ontdekt door de talentagent Jadin Wong, die hem hielp bij het starten van zijn carrière. Wong ontdekte ook andere Aziatische sterren zoals Joan Chen en Lucy Liu. Zijn eerste grote rol was in Iceman als Charlie, maar zijn bekendste personage is dat van Puyi in The Last Emperor. Hij speelde ook de slechterik Joey Tai in Year of the Dragon, evenals Song Liling in M. Butterfly met Jeremy Irons. Hij werd een charismatische slechterik in Rush Hour 2.

## Filmografie

### Film
| Jaar | Titel              | Rol                | Opmerkingen                                                      |
| ---- | ------------------ | ------------------ | ---------------------------------------------------------------- |
| 1976 | King Kong          | Chinese kok        | Debuut op het witte doek                                         |
| 1979 | Americathon        | Chinese man        |                                                                  |
| 1984 | Iceman             | Charlie            |                                                                  |
| 1985 | Year of the Dragon | Joey Tai           | Nominatie: Golden Globe voor beste mannelijke bijrol             |
| 1987 | Echoes of Paradise | Raka               |                                                                  |
| 1987 | The Last Emperor   | Puyi (volwassen)   | Nominatie: Golden Globe voor beste acteur                        |
| 1988 | The Moderns        | Bertram Stone      | Nominatie: Independent Spirit Award voor beste mannelijke bijrol |
| 1989 | Shadow of China    | Henry Wong         |                                                                  |
| 1991 | Shanghai 1920      | Billy Fong         |                                                                  |
| 1993 | M. Butterfly       | Song Liling        |                                                                  |
| 1994 | The Shadow         | Shiwan Khan        |                                                                  |
| 1995 | The Hunted         | Kinjo              |                                                                  |
| 1997 | Task Force         | Thug               |                                                                  |
| 2001 | Rush Hour 2        | Ricky Tan          |                                                                  |
| 2004 | Bamboo Shoot       | Mi Jihong          |                                                                  |
| 2005 | Paper Moon Affair  | Keiko's echtgenoot |                                                                  |
| 2007 | War                | Chang              | In Nederland uitgebracht onder de titel: Rogue Assassin          |

### Televisie
| Jaar | Titel                                            | Rol        | Opmerkingen                                      |
| ---- | ------------------------------------------------ | ---------- | ------------------------------------------------ |
| 1976 | The Blue Knight                                  | Terry Chow | Aflevering "The Great Wall of Chinatown"         |
| 1978 | Kate Bliss and the Ticker Tape Kid               | Huisman    | Televisiefilm                                    |
| 1978 | Sword of Justice                                 |            | Aflevering "The Destructors"                     |
| 1979 | Eight Is Enough                                  | Chang      | Aflevering "Separate Ways"                       |
| 1979 | A Man Called Sloane                              | Lion Dance | Aflevering "Samurai"                             |
| 1981 | Hill Street Blues                                | Buurman    | Aflevering "I Never Promised You a Rose, Marvin" |
| 1982 | Joseph Papp Presents: The Dance and the Railroad | Lone       | Televisiefilm                                    |
| 2006 | Kangxi wei fu si fang ji                         | Kang Xi    | Aflevering "5.1"                                 |